# Route nationale 720
Die Route nationale 720, kurz N 720 oder RN 720, war eine französische Nationalstraße, die von 1933 bis 1973 zwischen Sancerre und Sancoins verlief. Ihre Länge betrug 73,5 Kilometer.